# LANDMVRKS
LANDMVRKS est un groupe français de metalcore, originaire de Marseille, dans les Bouches-du-Rhône. Formé en 2014, le groupe se définit comme évoluant dans le style metalcore/punk hardcore qui « alterne des riffs ouvertement violents avec des leads aériens sans rien sacrifier au groove. Allant d'un chant saturé à un chant clair, à un chant« rapé ».

## Histoire
Le groupe produit principalement des singles dans les premières années de leur formation en 2014. Ils sortent leur premier album auto-produit intitulé Hollow le 10 mai 2016. La même année, le groupe joue pour la première fois au Hellfest. La performance a été enregistrée et publiée sous forme d'album live, Live at Hellfest.
En 2018, après que les musiciens signent un contrat d’enregistrement avec le label allemand Arising Empire, le deuxième album du groupe, Fantasy, sort le 2 mai 2018. 
En 2021, Lost in the Waves est le troisième album studio. Il atteint la 17e place pour la première fois dans les charts allemands.
En raison de la pandémie de Covid-19, Landmvrks sort le 8 Janvier 2021 le titre Paralyzed, en le dédiant à tous les artistes, musiciens et personnes "paralysés" par la pandémie en raison des nombreux confinements ayant eu lieu un peu partout dans monde, le clip vidéo est réalisé à l'Accor Arena vide, en référence au premier festival metal indoor (Storm the Arena) pour lequel ils devaient se produire un mois plus tôt. Début juin, pour contrer les mesures sanitaires empèchant les rassemblements de public, Landmvrks organise un concert virtuel, accessible à tous, sur YouTube avec les groupes Resolve et Glassbone.
En 2022, Landmvrks fait une tournée en Europe avec Any Given Day, et joue également des concerts au Japon en première partie de Polaris. Une tournée européenne qui devait avoir lieu en 2020 a dû être reportée d’un an en raison de la pandémie de Covid-19. 
Le 18 mars 2022, une version deluxe de Lost in the Waves parait, intitulé Lost in the Waves (The Complete Edition). Cette édition comprend des versions live de certains de leurs titres ainsi que trois nouveaux morceaux en duo avec Drew York de Stray from the Path, Chunk! No, Captain Chunk! et Resolve.
Le 17 janvier 2024 le groupe sort un single Creature, lançant une tournée européenne (Creature Tour) accompagné des groupes Guilt Trip, The Devil Wears Prada et Like Moths to Flames. 
À la suite de problèmes médicaux du chanteur de Bad Omens, le groupe est obligé d'annuler sa participation au Hellfest, Landmvrks est alors choisi pour les remplacer, leur permettant ainsi de pouvoir jouer sur la scène principale du Hellfest pour la première fois.
Le 12 décembre 2024, LANDMVRKS publie les singles Sulfur et Sombre 16, deux singles de styles très différents, emboîtés dans le même clip. le groupe en profite pour annoncer la sortie de leur quatrième album : The Darkest Place I've Ever Been pour le 25 avril 2025. Le groupe dévoile la tracklist de l'album, et notamment le titre A Line In The Dust en collaboration avec Mat Welsh du groupe de metalcore britannique While She Sleeps, qui sort en single le 24 janvier 2025.

## Membres

### Membres actuels
- Florent Salfati — chant (depuis 2014)
- Nicolas Exposito — guitare (depuis 2014)
- Paul Cordebard — guitare (depuis 2017)
- Rudy Purkart — basse (depuis 2014)
- Kévin D’Agostino — batterie (depuis 2019)

### Anciens membres
- Thomas Lebreton — guitare (2014-2017)
- Nicolas Soriano[16] — batterie (2014-2019)

## Discographie

### Albums studio
- 2016 - Hollow (Auto-produit)
- 2018 - Fantasy (Arising Empire)
- 2021 - Lost in the Waves (Arising Empire)
- 2025 - The Darkest Place I've Ever Been (Arising Empire)

### Albums live
- 2019 - Live at Espace Julien, Marseille (02.11.2018) (Arising Empire)